# Roundwood
Roundwood, anciennement Tochar (en irlandais : An Tóchar, littéralement « la chaussée ») est un village du comté de Wicklow en Irlande. Situé dans les montagnes de Wicklow, il est avec 238 mètres d'altitude un des plus hauts villages du pays. Il comptait 692 habitants en 2006. Il abrite sur son territoire le réservoir Vartry qui alimente Dublin et sa région en eau courante.

## Jumelage
Spézet (France) depuis 1986

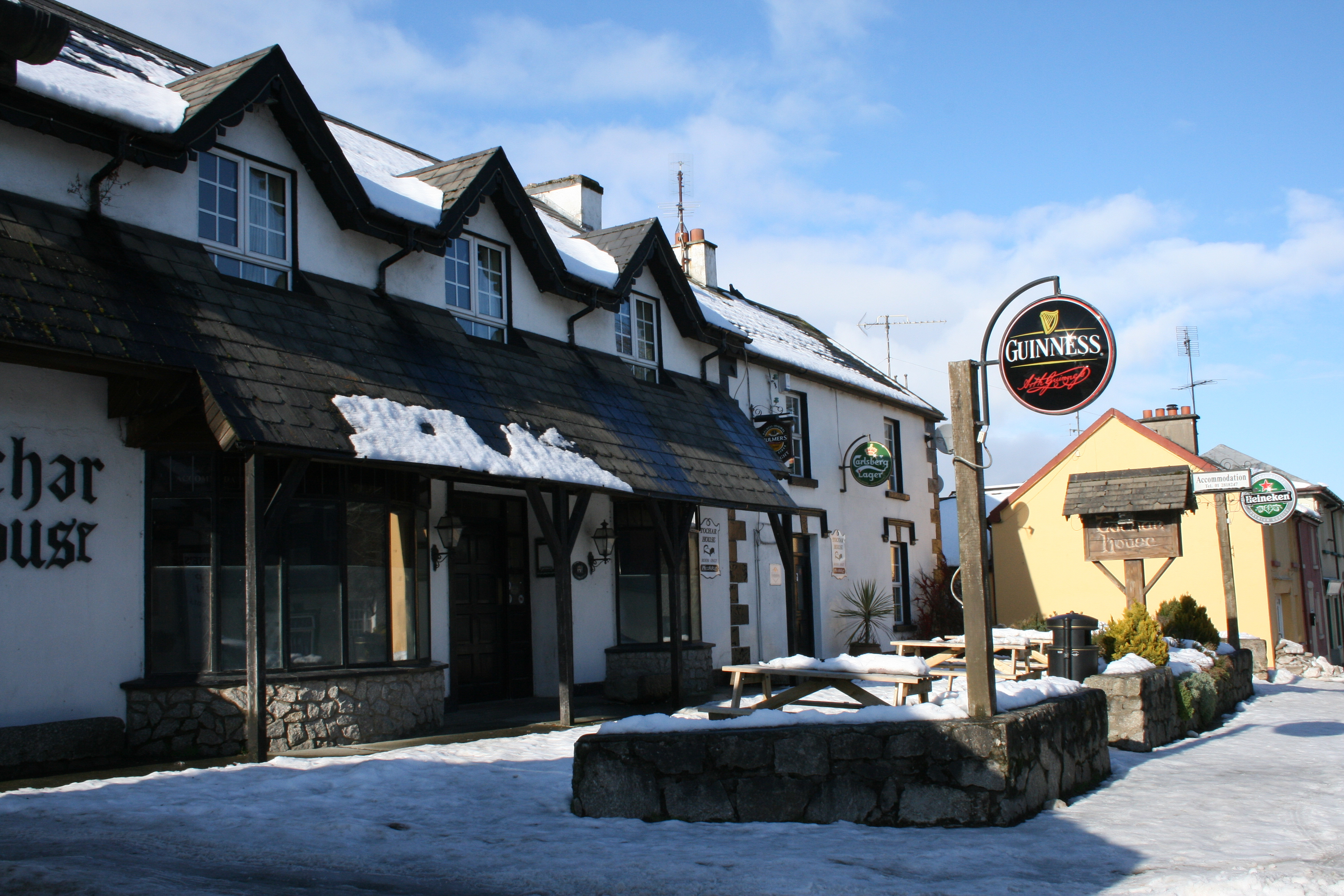
Pub à Roundwood.

Roundwood est jumelée avec Spézet, une commune de 2 000 habitants du centre-Finistère. Les collégiens communiquent régulièrement. Les élèves mettent en place des programmes d'échanges.
Les Chieftains étaient présents pour la signature de la Charte en 1986.